# Новомуллакаевский сельсовет
Новомуллакаевский сельсовет — муниципальное образование в Караидельском районе Башкортостана.

## История
Согласно «Закону о границах, статусе и административных центрах муниципальных образований в Республике Башкортостан» имеет статус сельского поселения.

## Население
| 2002 | 2009 | 2010 | 2012 | 2013 | 2014 | 2015 |
| ---- | ---- | ---- | ---- | ---- | ---- | ---- |
| 670  | ↘603 | ↘591 | ↘556 | ↘546 | ↘529 | ↘522 |
| 2016 | 2017 | 2018 |      |      |      |      |
| ↘504 | ↘499 | ↘474 |      |      |      |      |

## Состав сельского поселения
| № | Населённый пункт | Тип населённого пункта       | Население |
| - | ---------------- | ---------------------------- | --------- |
| 1 | Новомуллакаево   | село, административный центр | ↘483      |
| 2 | Муллакаево       | деревня                      | ↘108      |